# Nie boję się (film)
Nie boję się (wł. Io non ho paura) – włosko-hiszpańsko-brytyjski thriller z 2003 roku w reżyserii Gabriele Salvatoresa. Film został nakręcony na podstawie powieści o tym samym tytule autorstwa Niccolò Ammanitiego, który także napisał scenariusz razem z Francescą Marciano. 
Film otrzymał nagrodę David di Donatello za najlepsze zdjęcia i został zgłoszony jako oficjalny włoski kandydat do Oscara dla najlepszego filmu nieanglojęzycznego, ale ostatecznie nie zdobył nominacji. Został za to uznany za dziedzictwo kulturowe przez Dyrekcję Generalną ds. Kina we włoskim Ministerstwie Kultury i Dziedzictwa, zgodnie z decyzją ministra z dnia 4 lutego 2003.

## Fabuła
Michał Amitrano, 10-letni chłopiec, uczęszcza w 1978 do klasy V  szkoły podstawowej i mieszka w Acqua Traverse, małym miasteczku włoskim w regionie Basilicata. Wraz z młodszą siostrą i innymi przyjaciółmi spędzają czas pośród łanów zbóż. W domu jest mama i tata, który nie zawsze jest obecny z powodu jego pracy jako kierowca ciężarówki. Bawiąc się z przyjaciółmi bohater biegnie do opuszczonego domu położonego wśród łanów zbóż. Dzieci postanawiają, że kto przybędzie ostatni, ma wykonać zadanie. Michał przyszedł ostatni, gdyż musiał pomagać siostrze w kłopotach. Jego zadaniem jest dotykać swojej przyjaciółki Barbary w miejscach intymnych. Michał ratuje dziewczynę z aktu seksualnego i postanawia wspiąć się na ścianę domu.
Gdy zadanie zostało wykonane, cała grupa wraca do domu, a Michał zdaje sobie sprawę, że zgubił okulary swojej siostry. Wraca więc na ruiny, odnajduje zgubę i odkrywa przypadkiem, że blacha stalowa, zakrywająca dziurę, kryje dziwną tajemnicę. W starej studni zauważa stopy ludzkie. Po początkowym szoku, po kilku dniach wraca do tajemniczego miejsca i odkrywa, że stopy należą do dziecka, chłopca o blond włosach i delikatnej skórze, prawie ślepego z powodu przebywania w ciemnościach, zdziczałego. Po kolejnych wizytach przynosi mu jedzenie, zaprzyjaźnia się z nim. Pewnego wieczoru w wiadomościach telewizyjnych słyszy o zniknięcie chłopca Filippo Carducci, uprowadzonego w Mediolanie. Słyszy wypowiedź jego zasmuconej matki. Prawdopodobnie Filip został porwany dla okupu. 
W domu chłopca zamieszkał na kilka dni przyjaciel jego ojca, kierowca ciężarówki Sergio z Mediolanu, gwałtowny i niebezpieczny człowiek, który stoi na czele bandy porywaczy dziecka. Michał coraz lepiej rozumie co się dzieje, gdyż słyszy rozmowy mężczyzn. Filip, dzięki swojemu przyjacielowi, odzyskuje siły i znowu widzi na oczy. Michał powierza tę tajemnicę swojemu kuzynowi Salvatorowi, który mówi, że jego wujek jest porywaczem. W końcu na jaw wychodzi, że dzieci odkryły tajemnicę porwania dziecka. 
Z czasem krąg śledztwa w sprawie porwania zawęża się i śmigłowce policji zaczynają przeszukać obszar Lucan Acqua Traverse. Powstaje panika wśród porywaczy, którzy za radą szefa Sergio, decydują się zabić małego Filipa. Przenieśli go z ciemnej studni do miejsca na świeżym powietrzu, za ogrodzenie w zrujnowanym domu. Michał biegnie do Filipa i pomaga mu się wydostać z więzienia. Jednak sam bohater zostaje uwięziony za płotem. 
Tymczasem ojciec, który nie waha się zastrzelić dziecko, przychodzi na miejsce więzienia, nie zdając sobie sprawy, że za płotem jest jego syn Michał. Strzela do syna i rani go w nogę. Ojciec po zorientowaniu się w sytuacji, próbuje ratować syna, a Sergio szuka więźnia. Filip przychodzi dobrowolnie, może wobec sytuacji, która się wydarzyła. Na szczęście w porę przylatują helikoptery policyjne, aresztują Sergio. Ojciec głównego bohatera, być może został uniewinniony a mały Filip prawdopodobnie dostarczony przez policję do Mediolanu. Film kończy się sceną, gdy Michał jest w ramionach swojego ojca, ranny, ale uśmiechnięty, bo uratował chłopca. A Filip teraz podaje mu rękę.

## Obsada
- Giuseppe Cristiano jako Michele Amitrano
- Mattia Di Pierro jako Filippo Carducci
- Giulia Matturo jako Maria Amitrano
- Aitana Sánchez-Gijón jako Anna Amitrano
- Dino Abbrescia jako Pino Amitrano
- Giorgio Careccia jako Felice Natale
- Diego Abatantuono jako Sergio Materia
- Fabio Tetta jako Teschio Natale
- Stefano Biase jako Salvatore Scardaccione
- Fabio Antonacci jako Remo Marzano
- Adriana Conserva jako Barbara Mura
- Susy Sánchez jako Matka Filippo
- Antonella Stefanucci jako Assunta Meehan
- Riccardo Zinna jako Pietro Mura
- Michele Vasca jako Candela

## Różnice w powieści
- w porównaniu z filmem, powieść zaczyna się dużo wcześniej.
- w powieści Michał ma 9 lat, w filmie 10.
- w powieści, Michał jest bardzo zainteresowany swoim rowerem, w filmie to zainteresowanie nie zostało pokazane.
- w powieści mama Michała nazywa się Teresa, w filmie Anna.

## Produkcja
Akcja filmu rozgrywa się w małej wioseczce w regionie Basilicata. Zdjęcia kręcono głównie w Melfi (prowincja Potenza). Wykorzystano także lokacje w regionie Apulia, wśród pól pszenicy w okolicy miejscowości Candela i Cerignola (prowincja Foggia), położonych w dolinie rzeki Ofanto.